# Kretania sephirus
Kretania sephirus is een vlinder uit de familie van de Lycaenidae. De wetenschappelijke naam is voor het eerst gepubliceerd in 1835 door Frivaldzky.
De soort komt voor in de Balkan, Oekraïne, het zuidwesten van Europees Rusland, Turkije en Armenië.